# Hong Kong Tennis Open 2025 - Qualificazioni singolare
Le qualificazioni del singolare del Hong Kong Tennis Open 2025 sono state un torneo di tennis preliminare per accedere alla fase finale della manifestazione. I vincitori dell'ultimo turno sono entrati di diritto nel tabellone principale. In caso di ritiro di uno o più giocatori aventi diritto, a questi sono subentrati i lucky loser, ossia i giocatori che hanno perso nell'ultimo turno ma che avevano una classifica più alta rispetto agli altri partecipanti che avevano comunque perso nel turno finale.

## Teste di serie
1. Pavel Kotov (ultimo turno)
2. Gabriel Diallo (qualificato)
3. Daniel Altmaier (primo turno)
4. Francesco Passaro (qualificato)

1. Laslo Đere (primo turno)
2. Juan Manuel Cerúndolo (primo turno)
3. Cristian Garín (primo turno)
4. Hugo Grenier (ultimo turno)

## Qualificati
1. Marc-Andrea Hüsler
2. Gabriel Diallo

1. Alejandro Moro Cañas
2. Francesco Passaro

## Tabellone

### Sezione 1
|  | Primo turno | Primo turno        | Primo turno        | Primo turno | Primo turno |  |  | Ultimo turno | Ultimo turno       | Ultimo turno       | Ultimo turno | Ultimo turno |  |
|  |             |                    |                    |             |             |  |  |              |                    |                    |              |              |  |
|  | 1           | Pavel Kotov        | 3                  | 7           | 7           |  |  |              |                    |                    |              |              |  |
|  |             | Valentin Royer     | 6                  | 5           | 65          |  |  | 1            | Pavel Kotov        | Pavel Kotov        | 67           | 4            |  |
|  |             | Marc-Andrea Hüsler | Marc-Andrea Hüsler | 7           | 6           |  |  |              | Marc-Andrea Hüsler | Marc-Andrea Hüsler | 79           | 6            |  |
|  | 5           | Laslo Đere         | Laslo Đere         | 5           | 4           |  |  |              |                    |                    |              |              |  |

### Sezione 2
|  | Primo turno | Primo turno    | Primo turno    | Primo turno | Primo turno |  |  | Ultimo turno | Ultimo turno   | Ultimo turno | Ultimo turno | Ultimo turno |  |
|  |             |                |                |             |             |  |  |              |                |              |              |              |  |
|  | 2           | Gabriel Diallo | Gabriel Diallo | 7           | 6           |  |  |              |                |              |              |              |  |
|  | WC          | Ng Ki-lung     | Ng Ki-lung     | 62          | 2           |  |  | 2            | Gabriel Diallo | 4            | 6            | 7            |  |
|  |             | Térence Atmane | 6              | 3           | 4           |  |  | 8            | Hugo Grenier   | 6            | 1            | 5            |  |
|  | 8           | Hugo Grenier   | 3              | 6           | 6           |  |  |              |                |              |              |              |  |

### Sezione 3
|  | Primo turno | Primo turno           | Primo turno           | Primo turno | Primo turno |  |  | Ultimo turno | Ultimo turno         | Ultimo turno         | Ultimo turno | Ultimo turno |  |
|  |             |                       |                       |             |             |  |  |              |                      |                      |              |              |  |
|  | 3           | Daniel Altmaier       | Daniel Altmaier       | 4           | 3           |  |  |              |                      |                      |              |              |  |
|  |             | Alejandro Moro Cañas  | Alejandro Moro Cañas  | 6           | 6           |  |  |              | Alejandro Moro Cañas | Alejandro Moro Cañas | 6            | 6            |  |
|  | WC          | Cui Jie               | Cui Jie               | 6           | 6           |  |  | WC           | Cui Jie              | Cui Jie              | 2            | 3            |  |
|  | 6           | Juan Manuel Cerúndolo | Juan Manuel Cerúndolo | 2           | 4           |  |  |              |                      |                      |              |              |  |

### Sezione 4
|  | Primo turno | Primo turno       | Primo turno | Primo turno | Primo turno |  |  | Ultimo turno | Ultimo turno      | Ultimo turno | Ultimo turno | Ultimo turno |  |
|  |             |                   |             |             |             |  |  |              |                   |              |              |              |  |
|  | 4           | Francesco Passaro | 7           | 4           | 6           |  |  |              |                   |              |              |              |  |
|  |             | Aziz Dougaz       | 5           | 6           | 3           |  |  | 4            | Francesco Passaro | 4            | 6            | 6            |  |
|  |             | Denis Yevseyev    | 6           | 2           | 6           |  |  |              | Denis Yevseyev    | 6            | 2            | 4            |  |
|  | 7           | Cristian Garín    | 4           | 6           | 2           |  |  |              |                   |              |              |              |  |